# Шрайер, Пол
Пол Шра́йер (англ. Paul Schrier) — американский актёр, который известен ролью Толстого в культовом сериале «Могучие Рейнджеры» (10 сезонов).

## Биография
Пол родился 1 июня 1970 в Лас-Вегасе, Невада.
Пол снялся в 1989 году в фильме Wicked Game в роли Мама. Позже Пол снимался в 10 сезонах «Могучих Рейнджеров».

## Фильмография
| Сериал или фильм              | Роль           |
| ----------------------------- | -------------- |
| Могучие Рейнджеры (9 сезонов) | Толстый (Балк) |
| Wicked Game                   | Мам            |
| Mega 64                       | Пауль Фаркаш   |
| Могучие Рейнджеры: Самураи    | Толстый (Балк) |